# Bahr al-Ghazal (Region)

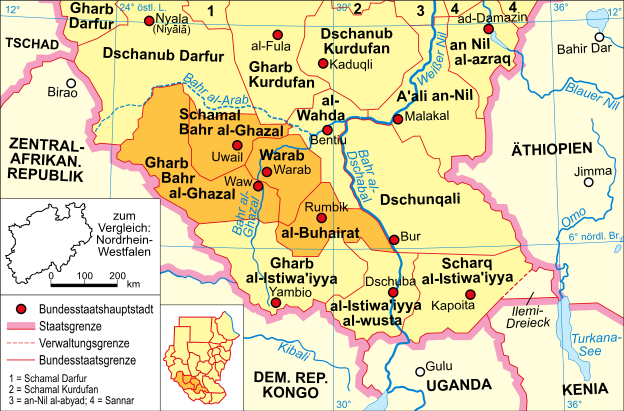
Bundesstaaten der Region Bahr al-Ghazal

Bahr al-Ghazāl (arabisch بحر الغزال Bahr al-Ghazāl, DMG Baḥr al-ġazāl ‚Gazellen-Fluss‘) ist eine Region und ehemalige Provinz im Sudan (im heutigen Südsudan), benannt nach dem Fluss Bahr al-Ghazal.
Sie besteht aus Sumpfgebieten und eisensteinhaltigen Ebenen und wird hauptsächlich vom Volk der Dinkas bewohnt, die von Viehzucht und Subsistenzwirtschaft leben.

## Geschichte
Über viele Jahre hinweg war die Region Überfällen aus der Nachbarregion Darfur durch arabische und Fur-Sklavenhändler ausgesetzt. Der Sklavenhandel wurde 1864 vom Khediven von Ägypten verboten, konnte sich aber durch den Einfluss mächtiger einheimischer Händler wieder durchsetzen. Diese setzten sich selbst als Fürsten mit eigenen Armeen in der Region ein. Der mächtigste der Fürsten, al-Zubayr, bekämpfte erfolgreich die gemeinsamen türkisch-ägyptische Streitkräfte, die 1873 nach Bahr al-Ghazal geschickt wurden. Der Khedive gestand daraufhin seine Niederlage ein und machte die Region zu einer offiziellen ägyptischen Provinz, mit al-Zubayr als Gouverneur. Die ägyptische Herrschaft brach nach 1881 im Mahdi-Aufstand zusammen, wurde aber nach der Niederlage der Mahdisten 1898 mit britischer Hilfe restauriert. Während der Faschoda-Krise erhob Frankreich Ansprüche auf das Gebiet und einen schmalen Zugang zum Nil, gab sie aber im britisch-französischen Sudanvertrag 1899 auf.
Später wurde die Region mit dem britisch-ägyptischen Sudan vereinigt und gehörte bis 1948 zur Provinz Äquatoria. Im Jahr 1948 wurde die Region dann als eigenständige Provinz abgespalten und blieb auch nach 1956 eine Provinz in der unabhängigen Republik Sudan. 1976 wurde die Provinz al-Buhairat abgespalten, die das Gebiet der heutigen Bundesstaaten al-Buhairat und Warab umfasste. Von 1991 bis 1994 wurde Bahr al-Ghazal ein Bundesstaat, der in den Grenzen der Provinz Bahr al-Ghazal von 1948 bis 1976 glich. Am 14. Februar 1994 wurde erneut Bahr al-Ghazal aufgespalten, diesmal aber in vier Bundesstaaten: al-Buhairat, Gharb Bahr al-Ghazal, Schamal Bahr al-Ghazal und Warab.
Die Region ist von langjährigen Bürgerkriegen geprägt. 1982 formierte sich die Sudanesische Volksbefreiungsarmee (SPLA), um die Regierung in der Hauptstadt Khartum zu bekämpfen. Der Konflikt dauerte bis 2003 an und forderte mehr als 2 Millionen Todesopfer.